# Saison 2b de Franky
 (avril 2018).
Si vous disposez d'ouvrages ou d'articles de référence ou si vous connaissez des sites web de qualité traitant du thème abordé ici, merci de compléter l'article en donnant les références utiles à sa vérifiabilité et en les liant à la section « Notes et références ».
Chronologie
Saison 2a
La deuxième saison (partie 2) de Franky a été diffusée du 24 octobre au 19 décembre 2016 sur Nickelodeon Amérique latine.
En France, elle est diffusée du 30 avril 2018 au 5 juillet 2018 sur Gulli.

## Distribution

### Acteurs principaux
- María Gabriela de Faría : Franky Andrade / Prototype FR4NK13
- Martin Barba : Christian Montero / Prototype CHR15
- Eduardo Pérez : Roby Mejía / Prototype R0B1
- Danielle Arciniegas  : Tamara Franco
- Lugo Duarte : Iván Villamil
- Kristal  : Loli Rivas
- Alejandra Chamorro : Delphine Montero
- Emmanuel Restrepo  : Mariano Puentes
- María José Pescador : Clara Andrade
- Brandon Figueredo : Benjamín Franco
- Viviana Santos : Douze / Prototype D0C3
- Andrés Mercado : Treize / Andrès / Prototype TR3C3
- Isabella Castillo : Lou / Prototype 708 / S0F14

### Acteurs récurrents
- Paula Barreto : Sofía Andrade
- Jorge López  : Wilson Andrade
- George Slebi : Paul Mejía
- Jimena Durán  : Marguerite Montero de Mejía
- José Manuel Ospina : Raymond Puentes
- Natalia Durán  : Kassandre Ramírez
- Christian McGaffney : Lorenzo Bravo
- Juan Manuel Lenis Ortiz : Dóminus / Prototype D0M1NU5
- Luz Adriana Morales : Alicia
- Yuly Pedraza : professeur de Franky
- Martha Hernández : professeur de Clara et Benjamín
- Duvier Tovar : Pollo
- Lina Bolaño : Lina
- Juan Pablo Obregón : Benito Franco
- Mauro Urquijo : Eduardo Rivas
- Francisco Zanconi : Porte-parole
- María Margarita Giraldo : Doña Inés
- Eyvar Fardy : docteur Karl
- Nelson Díaz : assistant du Docteur Karl
- Julián Farietta : Majordome / Xavier Mejía / Prototype D0M0
- Jonathan Hernández : Esteban / Prototype 3ST3B4N

### Invités
- George Slebi  : Segundo Mejía
- Nelson Camayo : Dr Suricate
- Alina Lozano : Elizabeth Manotas
- Jenny Vargas : Lola Rivas
- María Elvira Ramírez : Carolina Aguilar / Caro A
- Margarita Amado : Beatriz Villamil
- Carolina Duarte : Francisca
- Alejandro Castaño : Producteur
- Mario Ruíz : Lui-même
- Daniel Marulanda : Ricky
- Carlos Hurtado : Víctor Alsedon
- Jose Daniel Cristancho : Thompson
- Marisol Correa Vega : Jimena
- María Camila Porras : Laura / Prototype L4UR4
- Ginna Parra : Manuela
- Mauro Donetti : Faustino del Nido
- María Camila Jiménez : Silvia Pérez

## Épisodes

### Épisode 1:Franky et l'androïde mystérieuse
- Colombie : 24 octobre 2016 sur Nickelodeon (Amérique latine)
- France : 30 avril 2018 sur Gulli

### Épisode 2:Franky passe à la télé
- Colombie : 25 octobre 2016 sur Nickelodeon (Amérique latine)
- France : 1er mai 2018 sur Gulli

### Épisode 3:Franky retourne au lycée
- Colombie : 26 octobre 2016 sur Nickelodeon (Amérique latine)
- France : 2 mai 2018 sur Gulli

### Épisode 4:Le Bien et le mal
- Colombie : 27 octobre 2018 sur Nickelodeon (Amérique latine)
- France : 3 mai 2018 sur Gulli

### Épisode 5:Cherche petit ami désespérément
- Colombie : 28 octobre 2016 sur Nickelodeon (Amérique latine)
- France : 7 mai 2018 sur Gulli

### Épisode 6:Franky veut retrouver sa mémoire
- Colombie : 31 octobre 2016 sur Nickelodeon (Amérique latine)
- France : 8 mai 2018 sur Gulli

### Épisode 7:Lou, qui es-tu?
- Colombie : 1er novembre 2016 sur Nickelodeon (Amérique latine)
- France : 9 mai 2018 sur Gulli

### Épisode 8:À la recherche de la sauvegarde perdue
- Colombie : 2 novembre 2016 sur Nickelodeon (Amérique latine)
- France : 10 mai 2018 sur Gulli

### Épisode 9:Mauvaise sauvegarde
- Colombie : 3 novembre 2016 sur Nickelodeon (Amérique latine)
- France : 14 mai 2018 sur Gulli

### Épisode 10:Le Film souvenir
- Colombie : 4 novembre 2016 sur Nickelodeon (Amérique latine)
- France : 15 mai 2018 sur Gulli

### Épisode 11:Amitié et Loyauté
- Colombie : 7 novembre 2016 sur Nickelodeon (Amérique latine)
- France : 16 mai 2018 sur Gulli

### Épisode 12:Androïdes contre Humains
- Colombie : 8 novembre 2016 sur Nickelodeon (Amérique latine)
- France : 17 mai 2018 sur Gulli

### Épisode 13:Lou a disparu
- Colombie : 9 novembre 2016 sur Nickelodeon (Amérique latine)
- France : 21 mai 2018 sur Gulli

### Épisode 14:Les Mensonges de Franky
- Colombie : 10 novembre 2016 sur Nickelodeon (Amérique latine)
- France : 22 mai 2018 sur Gulli

### Épisode 15:Retour vers le passé (partie 1)
- Colombie : 11 novembre 2016 sur Nickelodeon (Amérique latine)
- France : 23 mai 2018 sur Gulli

### Épisode 16:Retour vers le passé (partie 2)
- Colombie : 14 novembre 2016 sur Nickelodeon (Amérique latine)
- France : 24 mai 2018 sur Gulli

### Épisode 17:Franky, modèle réduit
- Colombie : 15 novembre 2016 sur Nickelodeon (Amérique latine)
- France : 28 mai 2018 sur Gulli

### Épisode 18:Les papas se révoltent
- Colombie : 16 novembre 2016 sur Nickelodeon (Amérique latine)
- France : 29 mai 2018 sur Gulli

### Épisode 19:Chris 2.0
- Colombie : 17 novembre 2016 sur Nickelodeon (Amérique latine)
- France : 30 mai 2018 sur Gulli

### Épisode 20:D'où viens-tu CHR15?
- Colombie : 18 novembre 2016 sur Nickelodeon (Amérique latine)
- France : 31 mai 2018 sur Gulli

### Épisode 21:Rêves Androïdes
- Colombie : 21 novembre 2016 sur Nickelodeon (Amérique latine)
- France : 4 juin 2018 sur Gulli

### Épisode 22:Franky et les androïdes infirmiers
- Colombie : 22 novembre 2016 sur Nickelodeon (Amérique latine)
- France : 5 juin 2018 sur Gulli

### Épisode 23:Votez Franky!
- Colombie : 23 novembre 2016 sur Nickelodeon (Amérique latine)
- France : 6 juin 2018 sur Gulli

### Épisode 24:L'immeuble hanté
- Colombie : 24 novembre 2016 sur Nickelodeon (Amérique latine)
- France : 7 juin 2018 sur Gulli

### Épisode 25:L'Andro-Cyber
- Colombie : 25 novembre 2016 sur Nickelodeon (Amérique latine)
- France : 11 juin 2018 sur Gulli

### Épisode 26:Hypnose et amnésie
- Colombie : 28 novembre 2016 sur Nickelodeon (Amérique latine)
- France : 12 juin 2018 sur Gulli

### Épisode 27:La fête d'anniversaire
- Colombie : 29 décembre 2016 sur Nickelodeon (Amérique latine)
- France : 13 juin 2018 sur Gulli

### Épisode 28:Les termites mangeuses de métal
- Colombie : 30 novembre 2016 sur Nickelodeon (Amérique latine)
- France : 14 juin 2018 sur Gulli

### Épisode 29:Lou, la hackeuse
- Colombie : 1er décembre 2016 sur Nickelodeon (Amérique latine)
- France : 18 juin 2018 sur Gulli

### Épisode 30:Franky, Loli et Tamara mènent l'enquête
- Colombie : 2 décembre 2016 sur Nickelodeon (Amérique latine)
- France : 19 juin 2018 sur Gulli

### Épisode 31:Franky et le dossier confidentiel
- Colombie : 5 décembre 2016 sur Nickelodeon (Amérique latine)
- France : 20 juin 2018 sur Gulli

### Épisode 32:Le rendez-vous surprise
- Colombie : 6 décembre 2016 sur Nickelodeon (Amérique latine)
- France : 21 juin 2018 sur Gulli

### Épisode 33:Le voyage de fin d'études (partie 1)
- Colombie : 7 décembre 2016 sur Nickelodeon (Amérique latine)
- France : 25 juin 2018 sur Gulli

### Épisode 34:Le voyage de fin d'études (partie 2)
- Colombie : 8 décembre 2016 sur Nickelodeon (Amérique latine)
- France : 26 juin 2018 sur Gulli

### Épisode 35:Le tour du monde des androïdes
- Colombie : 9 décembre 2016 sur Nickelodeon (Amérique latine)
- France : 27 juin 2018 sur Gulli

### Épisode 36:Franky rencontre Franky
- Colombie : 12 décembre 2016 sur Nickelodeon (Amérique latine)
- France : 28 juin 2018 sur Gulli

- Colombie :
- France : 302 000 (soit 1,5 % de part d'audience) [réf. souhaitée]

### Épisode 37:S0F14
- Colombie : 13 décembre 2016 sur Nickelodeon (Amérique latine)
- France : 2 juillet 2018 sur Gulli

### Épisode 38:Franky et Lou enfin réunies
- Colombie : 14 décembre 2016 sur Nickelodeon (Amérique latine)
- France : 3 juillet 2018 sur Gulli

### Épisode 39:L'affrontement final
- Colombie : 15 décembre 2016 sur Nickelodeon (Amérique latine)
- France : 4 juillet 2018 sur Gulli

### Épisode 40:Adieu Franky
- Colombie : 16 décembre 2016 sur Nickelodeon (Amérique latine)
- France : 5 juillet 2018 sur Gulli